# 寺崎武郎
寺崎 武郎（てらさき たけろう、1991年11月18日 - ）は、福井県出身の自転車ロードレース選手である。

## 来歴
2011年、ブリヂストン・アンカー エスポワール
2012年、チームブリヂストン・アンカーに研究生契約で加入。
- JBCF群馬CSCロードレースP1 13位
- JBCF東日本ロードクラシック 群馬大会P1 23位

2013年、EQA U23に移籍。
- JBCF富士山ヒルクライムP1 40位
- JBCF西日本ロードクラシック 広島大会P1 3位

2015年、24歳になるまでにヨーロッパプロになるという目標が叶わずシーズン終了をもってプロを引退。
2016年、バルバワークスへ所属、エチゼンストアに勤務しながらレース活動を再開。JプロツアーE1クラスタに参戦。
2018年、全日本選手権ロードレースにおいて12位完走。
2021年、全日本選手権ロードレースにおいて11位完走、UCIポイント獲得。
2022年、Jプロツアー第4戦　群馬CSCロードレースDay1にてE1クラスタ優勝。翌Day2も優勝し、自身初と語るリーダージャージに袖を通す。